# HD 219828 b
HD 219828 b是一個位於飛馬座，距離地球約265光年的太陽系外行星。它的質量至少是地球的21倍，稍大於海王星。目前仍不知道HD 219828 b的組成，但它可能是類似天王星和海王星的巨冰行星或以岩石為主成分的超級地球。

## 外部連結
- . The Extrasolar Planets Encyclopaedia.   [2012-07-01]. （原始内容存档于2012-05-27）.